# ألجر شابمان
ألجر شابمان (بالإنجليزية: Alger Chapman)‏ هو محامي أمريكي، ولد في 2 نوفمبر 1904، وتوفي في 3 نوفمبر 1983 في نيويورك في الولايات المتحدة.